# Сквер Строителей Москвы
Сквер Строителей Москвы — сквер в районе Арбат Центрального административного округа Москвы, расположенный вблизи пересечения Большого Кисловского переулка и Большой Никитской улицы.
Сквер граничит с монументальным зданием Первой подстанции Московского метрополитена.

## История
Название скверу (до того безымянному) присвоено постановлением Правительства Москвы от 4 сентября 2018 года.
Данным наименованием было продемонстрировано признание вдающегося вклада строителей в создание города.

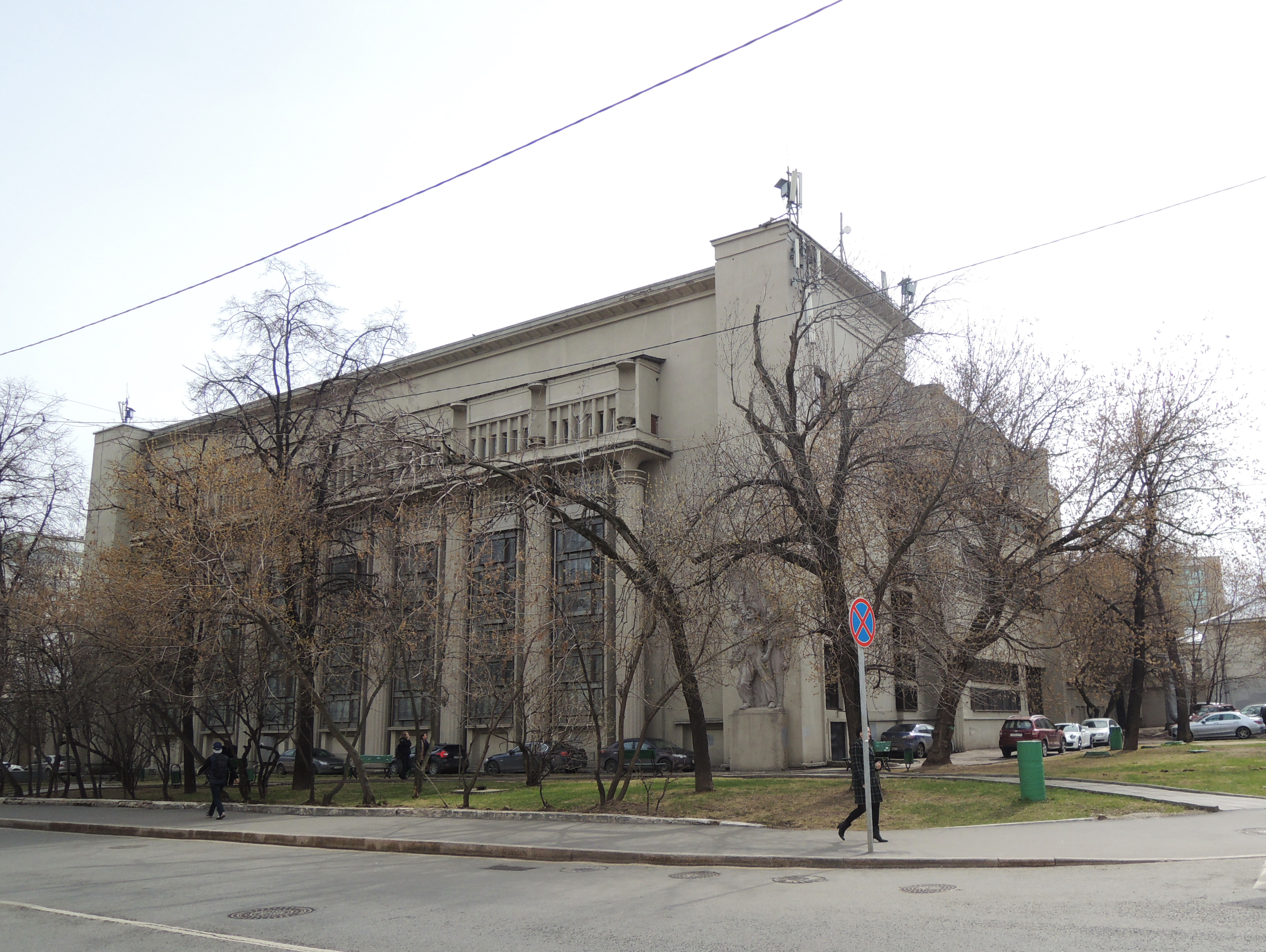
Сквер на фоне здания Первой подстанции

Ещё до присвоения скверу названия, в феврале 2018 года, сообщалось о том, что комиссия по монументальному искусству при Мосгордуме приняла решение об установке возле дома № 7 на Большой Никитской улице монументально-скульптурной композиции, посвященной московским строителям, по итогам открытого конкурса
«Москвич Mag» отмечал, что памятник строителям в сквере «уже есть — в виде барельефа прямо на углу здания», на котором «изображён рабочий, который держит в руках черенок некоего орудия — похоже, лопаты» (тот же барельеф Дептранс Москвы называл памятником «любовному треугольнику» 1920-х годов, в который входили Владимир Маяковский, Осип Брик и Лиля Брик).
По состоянию на 2023 год, памятник строителям в сквере, однако, не был установлен.

## Описание
В 2018 года «Москвич Mag» называл сквер «маленьким, довольно неприметным пространством с парой лавочек и двумя киосками <…> в двух шагах от Кремля», над которым «как архитектурная доминанта нависает здание сталинской эпохи».